# 小行星3857
小行星3857（3857 Cellino）是一颗绕太阳运转的小行星，为主小行星带小行星。该小行星于1984年2月8日发现。

## 轨道参数
小行星3857的轨道半长轴为2.3929860 UA，离心率为0.161。